# Bulgaria en los Juegos Olímpicos de París 1924
Bulgaria estuvo representada en los Juegos Olímpicos de París 1924 por un total de 24 deportistas que compitieron en 4 deportes.  
El portador de la bandera en la ceremonia de apertura fue el atleta Kiril Petrunov. El equipo olímpico búlgaro no obtuvo ninguna medalla en estos Juegos.